# Патара-Смада
Патара-Смада (груз. პატარა სმადა) — село в Грузии, на территории Адигенского муниципалитета края (мхаре) Самцхе-Джавахети.

## География
Село находится в южной части Грузии, на левом берегу реки Кваблиани, на расстоянии 3 километров (по прямой) к востоку от посёлка городского типа Адигени, административного центра муниципалитета. Абсолютная высота — 1220 метров над уровнем моря.

## Население
По результатам официальной переписи населения 2014 года, в Патара-Смаде проживало 259 человек (132 мужчины и 127 женщин). В национальной структуре населения грузины составляли 99,6 %, армяне — 0,4 %.
| Год  | Население, человек |
| ---- | ------------------ |
| 2002 | 295                |
| 2014 | ↘ 259              |